# Hugo TSR
Hugo TSR, de son vrai nom Hugo Jehl, né le 18 janvier 1985 dans le 18e arrondissement de Paris, est un rappeur et auteur-compositeur-interprète français d’origine franco-japonaise, indépendant qui débuta dans l'underground avant de connaître une notoriété de plus en plus importante.
Il commence sa carrière dans le rap en 2000 avec le groupe TSR Crew puis poursuit sa route en solo, donnant naissance à sept albums en près de 20 ans. Les plus connus sont Fenêtre sur rue (2012) et Tant qu'on est là (2017).

## Biographie

### Enfance et Débuts
Hugo TSR naît le 18 janvier 1985 de parents alsacien et japonais. Il grandit dans le 18e arrondissement de Paris, où il est graffeur.
Il fait ses débuts dans le rap en 2000 avec comme mot d'ordre « l'indépendance ». Auteur-compositeur-interprète, il assure toute la chaîne de production musicale : l'enregistrement, le mixage, le mastering et l'infographie. Il se fait d'abord connaître sous le pseudonyme Hugo Boss, avant de devenir Hugo tsr.
La signification de TSR pourrait être "Tuerie Sur la Rythmique" comme dit dans le son Ugotrip, ou bien Tise, Shit et Rap comme dans la chanson éponyme de son premier groupe TSR Crew. Dans ses textes, il décrit le quotidien à Paris et plus précisément dans le 18e arrondissement.
Figure du rap underground français, il cultive la discrétion voire le mystère (son visage est très souvent caché par sa capuche). Refusant la médiatisation, il remplit les salles de concerts sans publicité, ni interview, ni invité sur ses albums à quelques exceptions près. L'artiste fait de son indépendance une identité, en s'affranchissant des labels.

### Carrière solo
Le premier album d'Hugo TSR, intitulé La Bombe H, sort en 2005. Il est suivi en 2008 par Flaque de samples, puis en 2009 par la mixtape La Salle d'attente, composée d'archives et de featurings avec son crew principalement.
En 2012 sort l'album Fenêtre sur rue. Si cet opus ne connaît pas un grand succès à sa sortie, il est a posteriori très apprécié de ses auditeurs qui le considèrent souvent comme l'un de ses meilleurs[réf. nécessaire]. Nombreux sont en effet les titres marquants de cet album : Fenêtre sur rue (plus de 22 millions d’écoutes sur Spotify) ou Coma artificiel (également proche des 15 millions d’écoutes) par exemple portent le projet.
L'album arpente les thèmes classiquement abordés par Hugo TSR : la précarité, son quartier, les injustices sociales, la montée de l'extrême droite et la lassitude de sa condition de vie.
Dans son cinquième album, Tant qu'on est là (2017), Hugo TSR décrit son quotidien : passer la plupart de son temps chez lui, sans but, ou à traîner en ville. Il évoque souvent son arrondissement parisien, le 18e. En juillet 2019, Tant qu'on est là est certifié disque d'or. Il est suivi en septembre 2020 par Fenêtre sur rue, récompensé presque neuf ans après sa sortie.

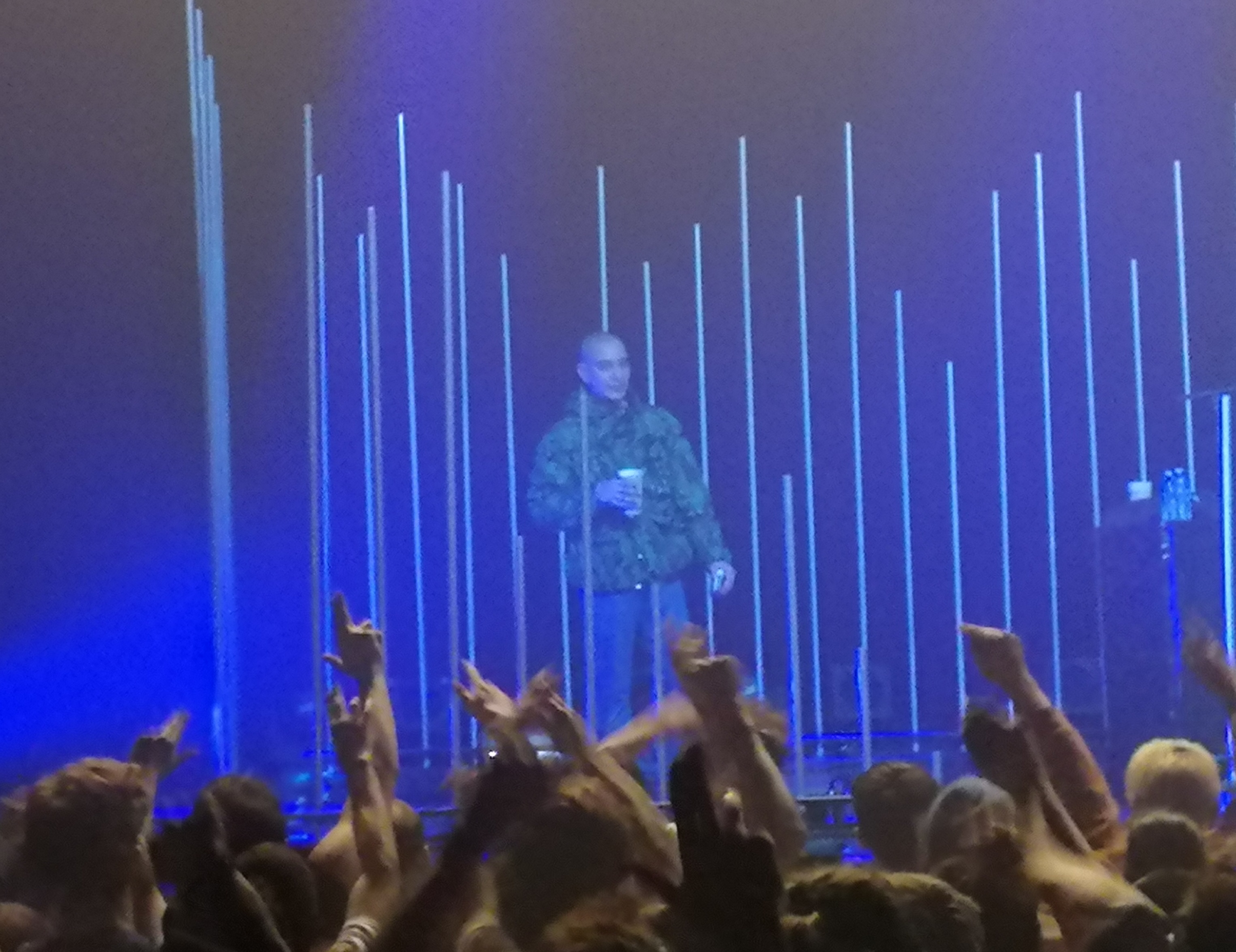
Hugo TSR en 2025 à La Carrière, salle de concert à Saint-Herblain (agglomération de Nantes).

Après trois ans sans nouvelle apparition, Hugo TSR publie en mars 2020 le clip d'un nouveau single, Périmètre. Il est suivi par Senseï le 7 novembre 2020. Son sixième album, intitulé Une vie et quelques, sort le 19 février 2021.
Le 8 décembre 2023, Hugo TSR sort un EP de 9 morceaux intitulé Jeudi. Il y retrace le quotidien d'un conducteur de train, aux journées difficiles et répétitives. Son travail, pilier de sa vie, connaît des turbulences qui l'emmènent à sonder au plus profond de son être, sa propre existence et son rôle dans la société.
Le 29 mars 2024, avec la sortie d'un nouveau titre clippé La Pluie, Hugo TSR annonce un nouvel album du même nom.
Le 31 mai 2024 sort son nouvel album de 14 titres, intitulé La Pluie. Toujours en indépendant et fidèle à son rap boom bap, Hugo TSR tente cependant quelques variations dans son nouvel album avec quelques titres différents de ses habitudes, notamment Lake City, La pluie, 6 enterrements 0 mariages, Gris foncé et Onoda.

## Discographie

### En solo

#### Albums
- Collaborations
- 2012 : Tout pour tuer - En direct de la cave (feat. Hugo TSR)
- 2012 : Arco - Reste discret (feat. Hugo TSR)
- 2013 : Loko - Médaille d'or (feat. Hugo TSR & L'Indis)
- 2013 : Provok - HO RAGE (feat. Hugo TSR & Elazra & & Raskal & Köhler)
- 2013 : Provok - Liberta (feat. Hugo TSR & Loko & Köhler & D.I.T. & Tytcho & Soum.k & Nouber & Elazra & Sylon & Vesty & Oxad & hdi)
- 2013 : Le Gouffre - Hugo Tsr
- 2016 : KT Gorique - Tous les soirs du monde (feat. Hugo TSR)
- 2016 : I.n.c.h. - L'impasse (feat. Hugo TSR & Swift Guad & Omry TSR & DJ Low Cost)
- 2016 : I.n.c.h. - Voisin d'en haut (feat. Hugo TSR)
- 2016 : War For Peace - Œil De Verre (Prod Boundj feat. Hugo TSR)
- 2018 : Rager : Aimantés (feat Hugo TSR & Anraye & Art Kind)
- 2019 : Freko - On continue (feat. Hugo TSR)
- 2019 : SMGO 5 - Separ (Prod Smart feat. Hugo TSR & V518 & Ego & Victor Rutty)
- 2019 : Tout pour tuer - Quadrillé (feat Hugo TSR)
- 2021 : I.n.c.h. - Ensanglanté (feat. Absolut Street & Swift Guad & Hugo TSR)
- 2021 : Swift Guad - Laisse tomber (feat Hugo TSR)
- 2023 : Beatljouss- Casse Tête (feat Hugo TSR & Noss)
- 2023 : RedStar- Sur Écoute (feat Hugo TSR)

### Avec le TSR Crew

#### Album
- 2004 : Faut qu'on taille
- 2007 : À quoi ça rime
- 2011 : Underground Punchliners
- 2015 : Passage flouté

#### Single
- 2012 : Just Cause feat. TSR CREW - Bizz Bizz
- 2013 : Voix Ferrées 2 - Toujours Sur Les Rails